# Ferran Alemany
Ferran Alemany (Catalunya, 1907 – Tolosa de Llenguadoc, 11 de desembre de 1985) fou un dirigent anarcosindicalista català.
Només se sap que treballà com a agregat al Comitè Regional de Catalunya de la Confederació Nacional del Treball per la Federació de Sindicats Únics de Barcelona. Això li va permetre signar el Dictamen sobre planificació industrial acordat en el Ple Econòmic Nacional Ampliat de València de gener de 1938.
Cap a la fi de la guerra civil espanyola fou enviat a Alacant i d'allí al Nord d'Àfrica. El 9 de febrer de 1939 marxaria a França, on fou internat al camp de concentració d'Argelers i el juliol de 1942 fou deportat al camp de concentració de Djelfa.
Després de la Segona Guerra Mundial va treballar en el sector metal·lúrgic a Lió i continuà en la seva militància dins la CNT. En el Ple Intercontinental celebrat a Marsella agost de 1967 fou nomenat Secretari General de la CNT a l'exili, càrrec que va ocupar fins al 1969.